# Sorry for the Wait
Albums de Lil Wayne
No Ceilings
(2009) Dedication 4
(2012)
Singles
1. Tunechi's Back
Sortie : 8 juillet 2011

Sorry for the Wait (stylisé Sorry 4 the Wait) est une mixtape de Lil Wayne, sortie le 13 juillet 2011.
Par ce titre (en français : Désolé pour l'attente), Wayne présente ses excuses à ses fans qui attendent la sortie de son prochain album Tha Carter IV et tente de les faire patienter avec sa mixtape publiée sur internet gratuitement.
Tout comme sa précédent mixtape, No Ceilings, Wayne remixe les chansons d'autres artistes excepté Inkredible qui a été produite par StreetRunner et Sarom. L'album a été enregistré en une nuit.

## Liste des titres
| No  | Titre                                                        | Morceau original                                          | Durée |
| --- | ------------------------------------------------------------ | --------------------------------------------------------- | ----- |
| 1.  | Tunechi’s Back                                               | Tupac Back de Meek Mill featuring Rick Ross               | 2:23  |
| 2.  | Rollin’                                                      | Rollin' de Gunplay                                        | 2:57  |
| 3.  | Throwed Off (featuring Gudda Gudda)                          | Throwed Off de Prince Rick et Treal Lee                   | 2:58  |
| 4.  | Gucci Gucci                                                  | Gucci Gucci de Kreayshawn                                 | 3:10  |
| 5.  | Marvin's Room                                                | Marvins Room de Drake                                     | 3:31  |
| 6.  | Sure Thing                                                   | Sure Thing de Miguel                                      | 2:28  |
| 7.  | Grove St. Party (featuring Lil B)                            | Grove St. Party de Waka Flocka Flame featuring Kebo Gotti | 4:14  |
| 8.  | Racks                                                        | Racks de YC featuring Future                              | 2:27  |
| 9.  | Hands Up (My Last)                                           | My Last de Big Sean featuring Chris Brown                 | 4:00  |
| 10. | Sorry 4 the Wait                                             | Rolling in the Deep d'Adele                               | 2:36  |
| 11. | Inkredible (Remix) (featuring Thugga, Raw Dizzy, Flow et T@) | Inédit                                                    | 5:02  |
| 12. | Run the World (Girls)                                        | Run the World (Girls) de Beyoncé                          | 5:21  |